# Teatre de la Naturalesa a la Garriga
El Teatre de la Naturalesa (anomenat també Teatre de la Natura) van ser unes representacions teatrals a l'aire lliure. Entre les primeres i de més anomenada hi hagué les organitzades els anys 1911 i 1914 a la Garriga, al bosc de Can Terrers, situat al sud de la capella romànica de la Mare de Déu del Camí. Inspirades pel corrent modernista, van ser organitzades per un grup d'intel·lectuals i artistes com a promoció de la zona que, amb el reclam del termalisme i les facilitats del ferrocarril, havia esdevingut un lloc d'estiueig de moda a començament del segle xx.

## Antecedents del Teatre de la Naturalesa
Una de les màximes del corrent modernista era la concepció de l'obra d'art com a representació de l'«Art total». Hereus d'aquest concepte també wagnerià, a la darreria del segle xix es van recuperar alguns antics teatres clàssics de la Mediterrània perquè novament hi ressonaven les grans tragèdies. Amb aquest objectiu, es van utilitzar espais a l'aire lliure que poguessin permetre fer muntatges escenogràfics de grans dimensions destinats a un públic massiu.

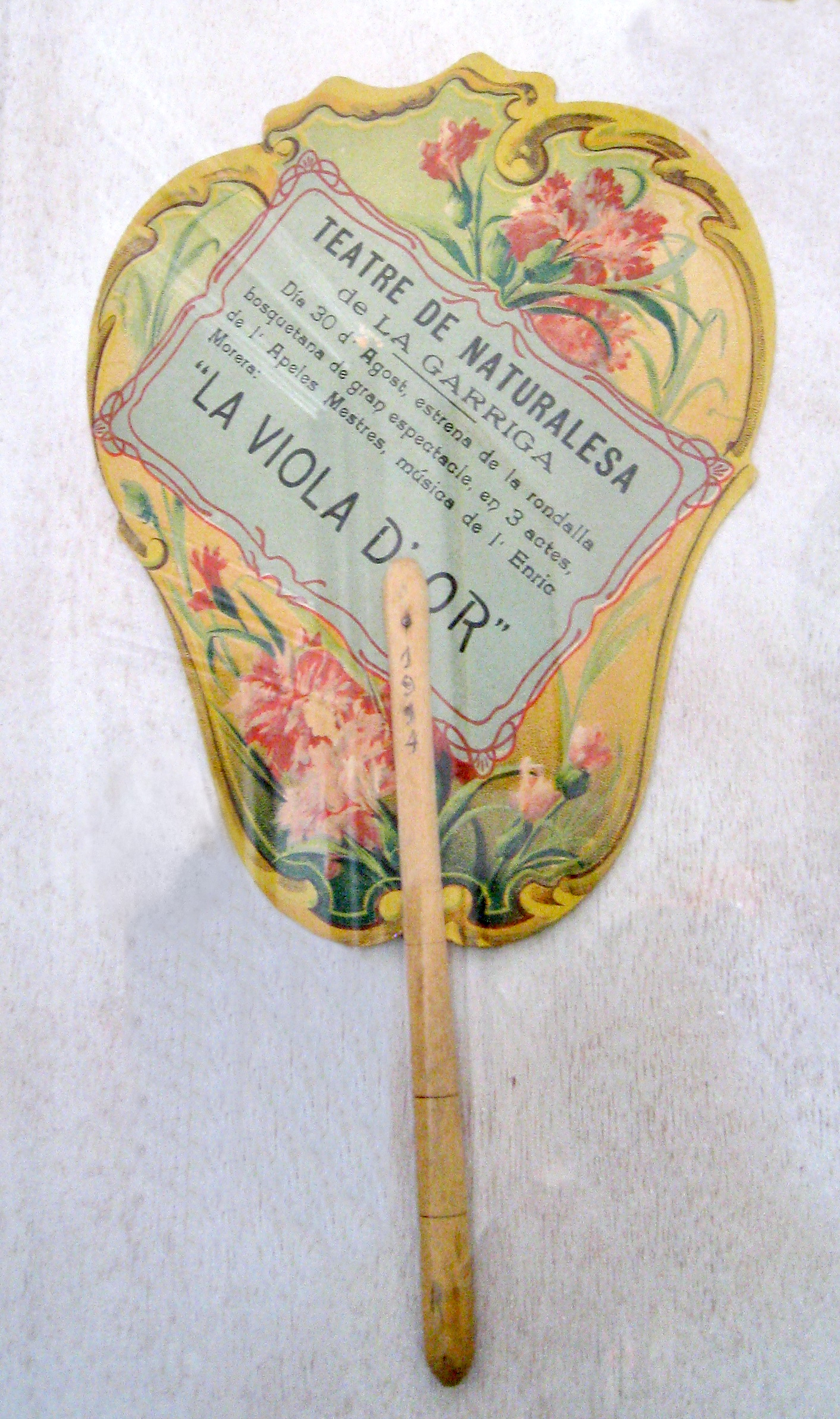
Ventall distribuït a l'estrena de La viola d'or

L'amistat d'Adrià Gual, dramaturg, escenògraf i director teatral, amb el mecenes i productor d'obres teatrals francès Fernand Castelbon de Beauxhostes va ser clau per dur a terme les representacions als boscos de la Garriga. Gual va voler portar a territori català les representacions a l'aire lliure que es van dur a terme a partir de 1898 a la ciutat occitana de Besiers. Aquests espectacles van tenir lloc en un gran espai circular d'una arquitectura similar a una plaça de toros anomenat Les Arenes. Així doncs, l'èxit d'aquests espectacles grandiloqüents va estimular el dramaturg català a fer-ne de semblants al nostre país i al 1898 i 1899 es van representar en els jardins neoclàssics del Laberint de Barcelona la tragèdia Ifigènia a Tàurida, de Goethe, traduïda per Joan Maragall, i Interior, de Maeterlinck, respectivament. L'any 1910 també es va representar la versió teatral del poema Canigó, de Jacint Verdaguer, adaptada per Josep Carner, amb música de Jaume Pahissa i dirigida pel mateix Adrià Gual, a les festes de la Santa Creu de Figueres.
Això va inspirar als garriguencs a començar els seus espectacles en el marc del meravellós bosc de Can Terrers de la Garriga. Els modernistes veien en la natura un sinònim de bellesa i amor en contraposició a la ciutat, enlletgida cada vegada més per la industrialització, la qual cosa va fer que el Teatre de la Natura fos, en part, la màxima representació del concepte modernista d'art. Finalment, doncs, els modernistes van poder crear obres dissenyades exclusivament per a un veritable espai natural.

## L'organització
L'organització d'aquest festival de teatre de la Garriga va anar a càrrec principalment d'estiuejants i alguns garriguencs, i també amants del teatre en general, dirigits pel diputat provincial Fèlix Fages i Vilà. Altres propulsors d'aquest certamen foren personalitats lligades amb el partit polític de la Lliga Regionalista, que disposaven de residències d'estiueig al mateix poble de la Garriga i hi col·laboraren econòmicament.
El comitè organitzador estava format per personatges destacats de la societat garriguenca i membres de la Lliga com Fèlix Fages Vilà, Joan Nualart –regidor de l'Ajuntament de Barcelona–, Manuel Joaquim Raspall, Juli Barbey, Carles de Rosselló, i d'altres vinculats amb el món artístic com Joan Baptista Blancafort, l'escenògraf Salvador Alarma, com a director artístic, el pintor Cast Oliver o José Iglesias Martí.
Les representacions varen ser tot un èxit, amb més de 4.000 assistents a cada sessió. En resposta a aquesta demanda, la Companyia dels Camins de Ferro del Nord d'Espanya va establir, el 3 de setembre de 1911, un tren especial per a la festa amb un baixador al mig del bosc de la Xambonera, a un centenar de metres de l'escenari del teatre. Aquell mateix dia el Balneari Blancafort va oferir un sopar en honor dels organitzadors i assistents destacats, entre els quals hi havia Ildefons Sunyol, Ignasi Iglésias o Apel·les Mestres.

## Obres representades
La inauguració del Teatre de la Naturalesa va ser el 3 de setembre de 1911 amb l'estrena de l'obra d'Ignasi Iglésias, Flors de Cingle, protagonitzat per Enric Borràs i Maria Morera, que pertany a la segona etapa creativa de l'autor. Aquesta obra és un poema dramàtic escrit en vers i dividit en tres actes. Conté parts corals i dues cançons del mestre Cassià Casademont i Busquets. La música va ser escrita per a cobla. L'escenografia anà a càrrec de Savador Alarma i Miquel Moragas, i el disseny del vestuari era d'Apel·les Mestres.

L'argument de l'obra tracta sobre les dificultats de la relació amorosa dels dos joves protagonistes, Segimon i Pietat. És una peça teatral plena de símbols referents al món pastoril i a la naturalesa, i també hi apareixen personatges marginats que arriben a sacrificar-se pels altres. Per dur a terme la representació d'aquesta obra es va aprofitar el bosc mateix com a escenari, la qual cosa va fer que les crítiques fossin molt positives, ja que va destacar l'esplendor del paisatge. Està documentat que hi van assistir més de 6.000 persones i va tenir un gran ressò en tots els diaris i revistes de Barcelona i comarques. Algunes revistes afirmaven que 
«per fi, el tradicionalisme i els Jocs Florals han estat superats per "aquesta festa de civisme i solidaritat social", plenament moderna.»
Fins al cap de tres anys no es van tornar a reprendre les representacions del Teatre de la Natura. El 30 d'agost de 1914 s'hi estrenà l'obra La viola d'or, amb lletra d'Apel·les Mestres i música d'Enric Morera. L'acció de l'obra té lloc en un poblet en què els habitants estan enemistats amb el seu alcalde, un home autoritari que vol casar obligatòriament la seva filla amb un comandant. El jove protagonista s'enamora de la filla de l'alcalde i fa ballar tothom amb la seva viola d'or. L'alcalde fa empresonar el músic, que és condemnat a la forca. Finalment, com a última voluntat, toca la viola fins que és alliberat. L'obra va causar molt bones crítiques i l'èxit va tornar a ser total en tots els aspectes. Es destacà la bellesa del paisatge i el públic assistent va superar el de l'edició anterior. La direcció coreogràfica de l'espectacle anava a càrrec de Pauleta Pàmies, la direcció escènica d'Adrià Gual, la col·laboració escenogràfica de Maurici Vilomara, amb la participació de l'actor Josep Santpere. En aquesta ocasió assistiren a la representació el governador de Barcelona i el president de la Mancomunitat de Catalunya, Enric Prat de la Riba.
Actualment, s'ha tornat a representar La viola d'or en diverses ocasions: el 28 de juliol de 2015 al Teatre de Sarrià, l'1 d'agost al Teatre de La Garriga, el 15 d'octubre al Teatre Kursaal de Manresa, com a acte de cloenda de la Fira Mediterrània, i el 12 de desembre a Calella. Totes aquestes representacions han comptat amb la participació de la Cobla Marinada, el Cor ARSinNova i l'esbart Factoria Mascaró, han estat protagonitzades pels cantants Anna Alàs i Josep-Ramon Olivé, produïdes per Jordi Prat i Coll i dirigides pel director Diego Martín Etxebarria. A més a més, el disc ha estat guardonat amb el premi Enderrock de música clàssica.

Figurins per a La viola d'or, dibuixats per Apel·les Mestres
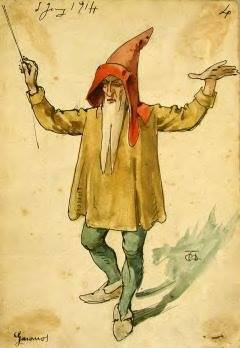
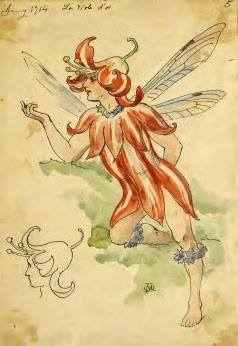
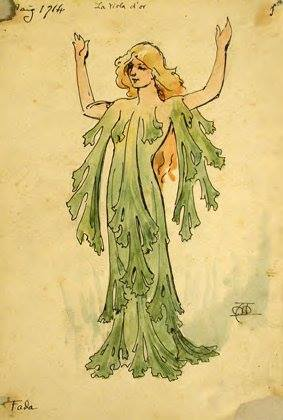